# Huh Young-sook
Huh Young-Sook (2 de julho de 1975) é uma handebolista sul-coreana. medalhista olímpica.
Huh Young-Sook fez parte da geração medalha de prata em Atenas 2004. 